# William Read Miller
William Read Miller (23 de Novembro de 1823 - 29 de Novembro de 1887) foi o 12° Governador do Arkansas. Nascido em Batesville, no Território do Arkansas; Miller foi o primeiro governador nascido no Arkansas. Exercendo dois mandatos no período turbulento após a Reconstrução, o governo de quatro anos de Miller marcou o início do Novo Começo dos Democratas no Arkansas. Concorrendo em um programa de crescimento econômico por meio da reconciliação entre brancos e libertos, Miller era muitas vezes contra os membros de seu próprio partido durante os primórdios da ideologia da Causa Perdida. Seus planos para pagar uma grande dívida do Estado, incluindo os Títulos Holford, avaliados em 14 milhões de dólares (hoje 413,7 milhões de dólares), eram frequentemente interrompidos por violência racial, e seu apoio a escolas públicas e universidades era frequentemente combatido por aqueles de seu próprio partido.
Miller pretendeu um terceiro mandato a governador sem precedentes em 1881, mas os Democratas nomearam Thomas Churchill, um 
Democrata linha-dura e ex-Major-general do Exército dos Estados Confederados. Após sua derrota, Miller exerceu em conselhos de várias ferrovias e como administrador da Universidade do Arkansas. Miller também exerceu como Auditor do Estado do Arkansas por doze dos trinta anos entre 1857 e sua morte em 1887, tornando-o o terceiro maior Auditor titular da história do Arkansas.

## Primeiros anos
Miller nasceu no dia 23 de Novembro de 1823 numa fazenda perto de Batesville, Território do Arkansas, filho de John e Clara Moore Miller. O pai de Miller era fazendeiro e registrador do Escritório de Terras dos EUA ativo na política Democrata, incluindo exercendo como eleitor presidencial duas vezes. Aos treze anos, acredita-se que Miller desafiou publicamente o intenso e local Fent Noland do Partido Whig em relação às credenciais de Martin Van Buren. Também viu o Território do Arkansas alcançar a formação de estado no dia 15 de Junho de 1836. Miller estudou nas escolas locais quando a carga de trabalho na fazenda da família permitia, e demonstrou um interesse precoce em Direito. Embora desencorajado de exercer a advocacia por seu pai, Miller mudou-se da fazenda da família para Batesville para estudar direito depois de completar 21 anos em 1844.
A carreira política de Miller desenvolveu-se ao mudar-se para Batesville, que era a quarta maior cidade e uma das cidades de maior destaque político do Arkansas na época. Foi eleito Secretário do Condado de Independence em 1848 e casou-se com Susan Elizabeth Bevens, filha do juiz do Terceiro Distrito William Bevins, no ano seguinte. O Governador Elias Conway, da proeminente família Conway, nomeou Miller para tornar-se Auditor do Estado quando C. C. Danley renunciou ao cargo em 1854, fazendo com que Miller renunciasse como Secretário do Condado de Independence e aceitasse o cargo estadual. O próprio Conway atuou como Auditor do Estado de 1835 até 1849, e o cargo elevou o perfil político de Miller significativamente.

## Carreira política

### Auditor (1854-1860, 1862-1864, 1874-1876)
Miller foi reeleito para esse cargo em 1858, 1860, 1862 e novamente em 1874 após o término da Reconstrução. Miller estudou direito e foi aceito na Ordem em 1868.

### Governador (1876-1880)
Miller foi eleito Governador do Arkansas em 1876 e foi reeleito em 1878. Miller foi o primeiro governador nascido no estado de Arkansas. O governo Miller focou na educação pública e nos problemas financeiros do estado. Assinou uma legislação que financiava o Asilo para Cegos do Estado e a Universidade do Arkansas.
Depois de deixar o cargo, Miller exerceu como Vice-Tesoureiro do Arkansas em 1881 e 1882.

### Auditor (1887)
Em 1886, foi novamente eleito ao cargo de Auditor do Estado.

## Vida pessoal
Miller era casado com Sarah Susan Bevers e tiveram sete filhos.

## Morte
Miller está sepultado no histórico Cemitério Mount Holly em Little Rock, Arkansas.

## Leia mais
- Donovan, Timothy P.; Gatewood, Jr., Willard B.; Whayne, Jeannie M., eds. (2005). The Governors of Arkansas 2 ed. [S.l.]: The University of Arkansas Press. ISBN 9781557283313. OCLC 31782171